# 八月十八日政变

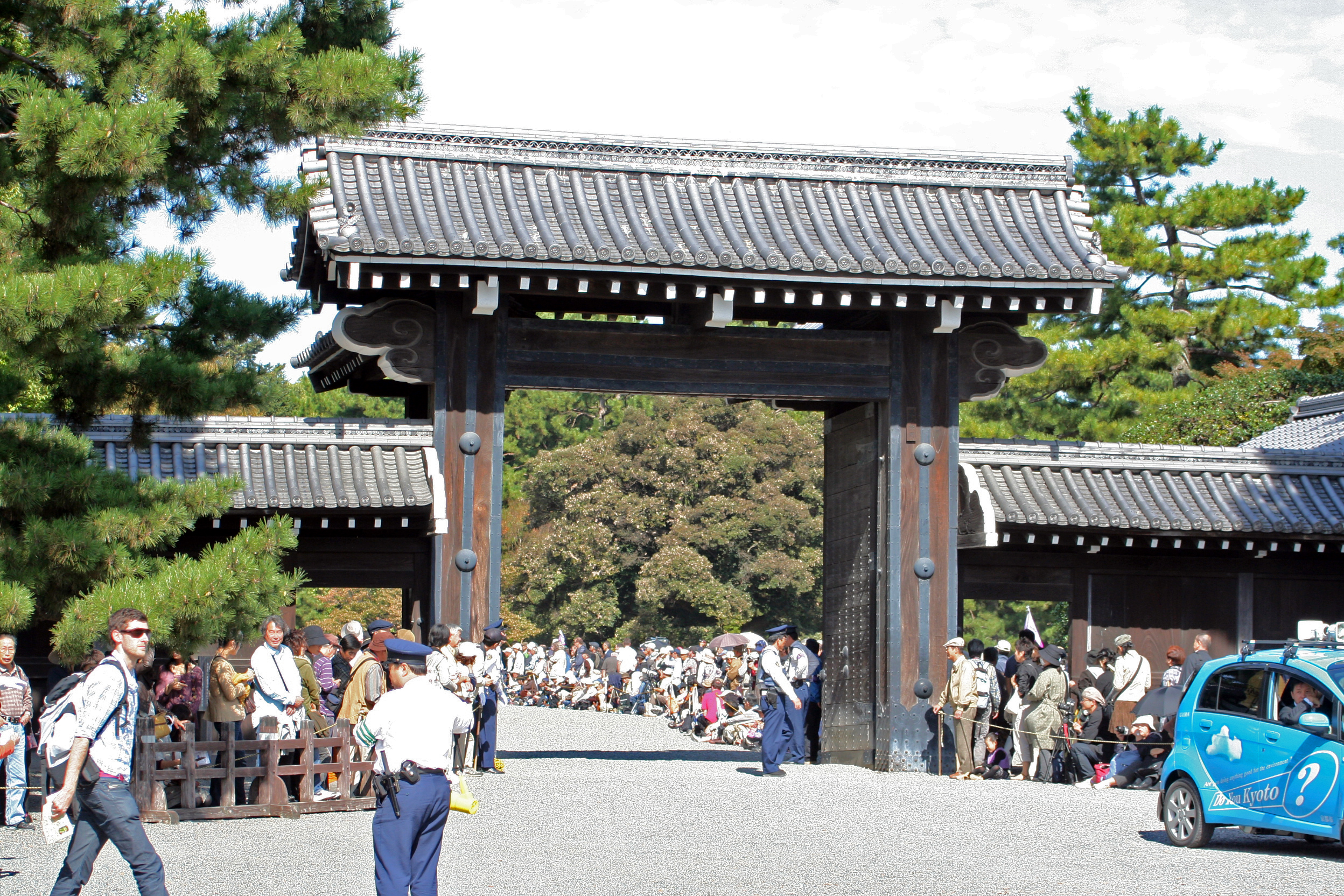
堺町御門

八月十八日政变是指日本江户时代末期文久3年（旧历）8月18日（1863年9月30日），由德川庆喜以及萨摩藩、会津藩等公武合体派将尊皇攘夷派势力的长州藩从政治中心京都驱逐出去的政变事件。又因是文久年间发生的，也称作文久政变、堺町門之变。

## 经过
借着大和行幸的机会，尊皇攘夷派的长州藩和一部分公家向孝明天皇献策，希望向幕府将军以及各大名下达攘夷的命令。此时，德川幕府也认为假如不服从这个命令的话，长州藩将向关东进军、颠覆德川政权。然而，这种预谋被萨摩藩（此时尚与长州藩对立）所察觉。萨摩藩以及会津藩（其藩主松平容保時任京都守护职的）一起，联合对尊皇攘夷派的行为也不甚高兴的孝明天皇和公武合体派的公家，计划挫败该预谋，并在朝廷上一扫尊皇攘夷派的势力。
文久3年8月18日，由会津藩与萨摩藩等的藩兵对御所九门进行警卫，公武合体派的中川宫朝彦亲王以及近卫忠熙、近卫忠房父子等入朝进言，最终决定对尊皇攘夷派的公家以及长州藩主毛利敬亲、毛利定广父子加以处罚等；同时，解除长州藩兵在堺町御门的警备任務，並須离开京都。被放逐的尊皇攘夷派的三条实美、澤宣嘉等公家7人，遂偕同长州藩兵一起逃走了。
经此事件，原本控制京都政权的尊皇攘夷派失势，并成为了之后的池田屋事件、禁门之变的契机。

## 被处罚的人物
- 三条实美
- 广幡忠礼
- 澤宣嘉